# 佛羅里達州共和黨
佛羅里達州共和黨或共和党佛罗里达州联委会（RPOF）是 共和黨在佛羅里達州的附屬機構。它目前是該州的執政黨，控制著佛羅里達州的多數聯邦眾議院席位，兩個聯邦參議院席位，州長和州議會兩院的絕對多數。